# Terídids
Els terídids (Theridiidae) són una família d'aranyes araneomorfes descrita per Carl Jakob Sundevall el 1833.
Construeixen teranyines de tres dimensions molt embolicades i tenen una distribució per tot el món. Són entelegines, és a dir, la femella té una placa genital a l'abdomen i no són cribel·lades i utilitzen fil de seda enganxós en compte de la seda llanosa de les cribel·lades. Tenen una mena de pinta de setes serrades en el tars de la quarta pota. La família inclou el gènere Latrodectus, al qual pertany la famosa i verinosa viuda negra.

## Sistemàtica
Els terídids, per nombre d'espècies, són la quarta gran família d'aranyes, després dels saltícids, linífids i aranèids. Segons el World Spider Catalog amb data de 16 de gener de 2019, aquesta família té reconeguts 124 gèneres i 2.509 espècies de les quals 586 pertanyen al gènere Theridion. El creixement dels darrers anys és força gran, ja que en el 2006 i hi havia citats 87 gèneres i 2.248 espècies; són 57 gèneres més. La llista de gèneres és la següents:
- Achaearanea Strand, 1929
- Achaearyopa Barrion & Litsinger, 1995
- Achaeridion Wunderlich, 2008
- Allothymoites Ono, 2007
- Ameridion Wunderlich, 1995
- Anatea Berland, 1927
- Anatolidion Wunderlich, 2008
- Anelosimus Simon, 1891
- Argyrodella Saaristo, 2006
- Argyrodes Simon, 1864
- Ariamnes Thorell, 1869
- Asagena Sundevall, 1833
- Asygyna Agnarsson, 2006
- Audifia Keyserling, 1884
- Bardala Saaristo, 2006
- Borneoridion Deeleman & Wunderlich, 2011
- Brunepisinus Yoshida & Koh, 2011
- Cabello Levi, 1964
- Cameronidion Wunderlich, 2011
- Campanicola Yoshida, 2015
- Canalidion Wunderlich, 2008
- Carniella Thaler & Steinberger, 1988
- Cephalobares O. Pickard-Cambridge, 1871
- Cerocida Simon, 1894
- Chikunia Yoshida, 2009
- Chorizopella Lawrence, 1947
- Chrosiothes Simon, 1894
- Chrysso O. Pickard-Cambridge, 1882
- Coleosoma O. Pickard-Cambridge, 1882
- Coscinida Simon, 1895
- Craspedisia Simon, 1894
- Crustulina Menge, 1868
- Cryptachaea Archer, 1946
- Cyllognatha L. Koch, 1872
- Deelemanella Yoshida, 2003
- Dipoena Thorell, 1869
- Dipoenata Wunderlich, 1988
- Dipoenura Simon, 1909
- Echinotheridion Levi, 1963
- Emertonella Bryant, 1945
- Enoplognatha Pavesi, 1880
- Episinus Walckenaer, in Latreille, 1809
- Euryopis Menge, 1868
- Eurypoena Wunderlich, 1992
- Exalbidion Wunderlich, 1995
- Faiditus Keyserling, 1884
- Gmogala Keyserling, 1890
- Grancanaridion Wunderlich, 2011
- Guaraniella Baert, 1984
- Hadrotarsus Thorell, 1881
- Helvibis Keyserling, 1884
- Helvidia Thorell, 1890
- Hentziectypus Archer, 1946
- Heterotheridion Wunderlich, 2008
- Hetschkia Keyserling, 1886
- Histagonia Simon, 1895
- Icona Forster, 1955
- Jamaitidion Wunderlich, 1995
- Janula Strand, 1932
- Keijiella Yoshida, 2016
- Kochiura Archer, 1950
- Landoppo Barrion & Litsinger, 1995
- Lasaeola Simon, 1881
- Latrodectus Walckenaer, 1805
- Macaridion Wunderlich, 1992
- Magnopholcomma Wunderlich, 2008
- Meotipa Simon, 1894
- Molione Thorell, 1892
- Moneta O. Pickard-Cambridge, 1871
- Montanidion Wunderlich, 2011
- Nanume Saaristo, 2006
- Neopisinus Marques, Buckup & Rodrigues, 2011
- Neospintharus Exline, 1950
- Neottiura Menge, 1868
- Nesopholcomma Ono, 2010
- Nesticodes Archer, 1950
- Nihonhimea Yoshida, 2016
- Nipponidion Yoshida, 2001
- Nojimaia Yoshida, 2009
- Ohlertidion Wunderlich, 2008
- Okumaella Yoshida, 2009
- Paidiscura Archer, 1950
- Parasteatoda Archer, 1946
- Paratheridula Levi, 1957
- Pholcomma Thorell, 1869
- Phoroncidia Westwood, 1835
- Phycosoma O. Pickard-Cambridge, 1879
- Phylloneta Archer, 1950
- Platnickina Koçak & Kemal, 2008
- Proboscidula Miller, 1970
- Propostira Simon, 1894
- Pycnoepisinus Wunderlich, 2008
- Rhomphaea L. Koch, 1872
- Robertus O. Pickard-Cambridge, 1879
- Ruborridion Wunderlich, 2011
- Rugathodes Archer, 1950
- Sardinidion Wunderlich, 1995
- Selkirkiella Berland, 1924
- Sesato Saaristo, 2006
- Seycellesa Koçak & Kemal, 2008
- Simitidion Wunderlich, 1992
- Spheropistha Yaginuma, 1957
- Spinembolia Saaristo, 2006
- Spintharus Hentz, 1850
- Steatoda Sundevall, 1833
- Stemmops O. Pickard-Cambridge, 1894
- Stoda Saaristo, 2006
- Styposis Simon, 1894
- Takayus Yoshida, 2001
- Tamanidion Wunderlich, 2011
- Tekellina Levi, 1957
- Theonoe Simon, 1881
- Theridion Walckenaer, 1805
- Theridula Emerton, 1882
- Thwaitesia O. Pickard-Cambridge, 1881
- Thymoites Keyserling, 1884
- Tidarren Chamberlin & Ivie, 1934
- Tomoxena Simon, 1895
- Wamba O. Pickard-Cambridge, 1896
- Wirada Keyserling, 1886
- Yaginumena Yoshida, 2002
- Yoroa Baert, 1984
- Yunohamella Yoshida, 2007
- Zercidium Benoit, 1977

### Fòssils
Segons el World Spider Catalog versió 19.0 (2018), existeixen els següents gèneres fòssils:
- †Balticoridion Wunderlich, 2008
- †Balticpholcomma Wunderlich, 2008
- †Caudasinus Wunderlich, 2008
- †Clavibertus Wunderlich, 2008
- †Clya C. L. Koch & Berendt, 1854
- †Cornutidion Wunderlich, 1988
- †Cretotheridion Wunderlich, 2015
- †Cymbiopholcomma Wunderlich, 2008
- †Eoasagena Wunderlich, 2008
- †Eolyrifer Wunderlich, 2008
- †Eomysmena Petrunkevitch, 1942
- †Eoteutana Wunderlich, 2008
- †Euryopus Menge, 1854
- †Femurraptor Wunderlich, 2011
- †Globulidion Wunderlich, 2008
- †Hirsutipalpus Wunderlich, 2008
- †Kochiuridion Wunderlich, 2008
- †Medela Petrunkevitch, 1942
- †Mimetidion Wunderlich, 2008
- †Nanomysmena Petrunkevitch, 1958
- †Nanosteatoda Wunderlich, 2008
- †Obscuropholcomma Wunderlich, 2008
- †Praetereuryopis Wunderlich, 2008
- †Pronepos Petrunkevitch, 1963
- †Protosteatoda Wunderlich, 2008
- †Pseudoteutana Wunderlich, 2008
- †Rugapholcomma Wunderlich, 2008
- †Spinisinus Wunderlich, 2008
- †Spinitharinus Wunderlich, 2008
- †Succinobertus Wunderlich, 2008
- †Succinura Wunderlich, 2008
- †Thyelia C. L. Koch & Berendt, 1854
- †Unispinatoda Wunderlich, 2008
- †Vicipholcomma Wunderlich, 2008

### Superfamília Araneoidea
Els terídids havien format part de la superfamília dels araneoïdeus (Araneoidea), al costat de tretze famílies més entre les quals cal destacar pel seu nombre d'espècies: linífids, aranèids i nestícids.  Les aranyes, tradicionalment, havien estat classificades en famílies que van ser agrupades en superfamílies. Quan es van aplicar anàlisis més rigorosos, com la cladística, es va fer evident que la major part de les principals agrupacions utilitzades durant el segle XX no eren compatibles amb les noves dades. Actualment, els llistats d'aranyes, com ara el World Spider Catalog, ja ignoren la classificació de superfamílies.